# 第12回秋華賞
2007年10月14日に施行された第12回秋華賞について記述する。

## レース施行前の状況
本年度の3歳牝馬はレベルが高く、桜花賞馬・オークス馬に加え、NHKマイルカップや日本ダービーも牝馬が優勝したことにより3歳牝馬限定戦としては異例の4頭のGI馬が集結した。
第74回東京優駿を制し、当初第86回凱旋門賞に出走を予定していたが回避したウオッカ、第68回優駿牝馬を制したローブデコルテは、第6回アメリカンオークス5着を経て、トライアルを使わず本競走に直行で参戦した。
第67回桜花賞を制したダイワスカーレット、第68回優駿牝馬2着のベッラレイア、第12回NHKマイルカップを制したピンクカメオらは後述の第25回ローズステークスを経て本競走に参戦した。
その他、第42回クイーンカップ2着のイクスキューズや第21回フラワーカップを制し後述の紫苑ステークスで3着だったショウナンタレントは回避した。

### トライアルの結果
紫苑ステークス
| 着順 | 競走馬名         | 性齢 | 騎手     | タイム | 着差 |
| ---- | ---------------- | ---- | -------- | ------ | ---- |
| 1    | アルコセニョーラ | 牝3  | 中舘英二 | 1:59.6 |      |
| 2    | ラブカーナ       | 牝3  | 吉田隼人 | 1:59.6 | クビ |

第25回ローズステークス
| 着順 | 競走馬名           | 性齢 | 騎手     | タイム | 着差 |
| ---- | ------------------ | ---- | -------- | ------ | ---- |
| 1    | ダイワスカーレット | 牝3  | 安藤勝己 | 1:46.1 |      |
| 2    | ベッラレイア       | 牝3  | 武豊     | 1:46.2 | 1/2  |
| 3    | レインダンス       | 牝3  | 福永祐一 | 1:46.3 | 1/2  |

出走可能頭数18頭に対し24頭の出馬投票があった。優先出走権を獲得した上記の5頭と収得賞金上位10頭の計15頭と、収得賞金900万円の馬が8頭のうち3頭が抽選により出走となった。抽選の結果カレンナサクラ、クィーンスプマンテ、ブリトマルティスの3頭が抽選を突破し、トウカイオスカー、トーセントップラン、ニシノマナムスメ、ハチマンダイボサツ、ミルクトーレルの5頭が非当選馬として、収得賞金400万円のエーシントゥルボーは非抽選馬として出走できなかった。

## 出走馬と枠順
| 枠番 | 馬番 | 競走馬名           | 性齢 | 騎手       | オッズ        | 調教師   |
| ---- | ---- | ------------------ | ---- | ---------- | ------------- | -------- |
| 1    | 1    | ヒシアスペン       | 牝3  | 池添謙一   | 68.1（12人）  | 佐山優   |
| 1    | 2    | ミンティエアー     | 牝3  | 蛯名正義   | 62.5（11人）  | 勢司和浩 |
| 2    | 3    | ブリトマルティス   | 牝3  | 幸英明     | 239.2（17人） | 西園正都 |
| 2    | 4    | ザレマ             | 牝3  | 川田将雅   | 51.9（9人）   | 音無秀孝 |
| 3    | 5    | ラブカーナ         | 牝3  | 吉田隼人   | 31.1（6人）   | 中村均   |
| 3    | 6    | カレンナサクラ     | 牝3  | 武士沢友治 | 149.1（14人） | 保田一隆 |
| 4    | 7    | ピンクカメオ       | 牝3  | 後藤浩輝   | 27.0（5人）   | 国枝栄   |
| 4    | 8    | マイネルーチェ     | 牝3  | 大野拓弥   | 285.5（18人） | 上原博之 |
| 5    | 9    | アルコセニョーラ   | 牝3  | 中舘英二   | 52.7（10人）  | 畠山重則 |
| 5    | 10   | ハロースピード     | 牝3  | 松岡正海   | 134.3（13人） | 相沢郁   |
| 6    | 11   | ベッラレイア       | 牝3  | 武豊       | 3.8（3人）    | 平田修   |
| 6    | 12   | ホクレレ           | 牝3  | 藤岡佑介   | 237.0（16人） | 後藤由之 |
| 7    | 13   | ダイワスカーレット | 牝3  | 安藤勝己   | 2.8（2人）    | 松田国英 |
| 7    | 14   | タガノプルミエール | 牝3  | 橋本美純   | 50.2（8人）   | 松田博資 |
| 7    | 15   | クィーンスプマンテ | 牝3  | 鮫島良太   | 201.6（15人） | 小島茂之 |
| 8    | 16   | ウオッカ           | 牝3  | 四位洋文   | 2.7（1人）    | 角居勝彦 |
| 8    | 17   | レインダンス       | 牝3  | 武幸四郎   | 43.2（7人）   | 宮徹     |
| 8    | 18   | ローブデコルテ     | 牝3  | 福永祐一   | 20.0（4人）   | 松元茂樹 |

負担重量は全馬55kg。

## レース結果

### レース展開
最内枠からヒシアスペンが先頭に躍り出る。好スタートを切ったダイワスカーレットは掛かり気味に2番手を追走。この2頭がやや後続を離す。ウオッカは中段グループの後方、ベッラレイアは折り合いに専念し、後方2番手でレースを進める。中盤に13.6秒という遅いラップが刻まれ、勝負はあがり勝負に。直線に入る前に逃げたヒシアスペンをダイワスカーレットが交わし先頭に出る。これを6,7番手からポジションを上げたレインダンス、外を回って追い上げるウオッカ、さらにはベッラレイアが一気に追い込むも上がり3ハロン32.9秒の脚を使ったダイワスカーレットが押し切って2冠を達成した。

### レース着順
| 着順 | 枠番 | 馬番 | 競走馬名           | タイム | 着差     | 上がり3F |
| ---- | ---- | ---- | ------------------ | ------ | -------- | -------- |
| 1    | 7    | 13   | ダイワスカーレット | 1:59.1 |          | 33.9     |
| 2    | 8    | 17   | レインダンス       | 1:59.3 | 1馬身1/4 | 33.7     |
| 3    | 8    | 16   | ウオッカ           | 1:59.3 | クビ     | 33.2     |
| 4    | 6    | 11   | ベッラレイア       | 1:59.6 | 1馬身3/4 | 32.9     |
| 5    | 3    | 5    | ラブカーナ         | 1:59.6 | クビ     | 34.0     |
| 6    | 3    | 6    | カレンナサクラ     | 1:59.7 | 3/4      | 33.8     |
| 7    | 1    | 2    | ミンティエアー     | 1:59.8 | 1/2      | 33.9     |
| 8    | 5    | 10   | ハロースピード     | 1:59.8 | クビ     | 33.7     |
| 9    | 4    | 8    | マイネルーチェ     | 1:59.9 | クビ     | 33.5     |
| 10   | 8    | 18   | ローブデコルテ     | 1:59.9 | クビ     | 33.9     |
| 11   | 5    | 9    | アルコセニョーラ   | 2:00.0 | 1/2      | 33.6     |
| 12   | 7    | 15   | クィーンスプマンテ | 2:00.1 | 1/2      | 33.2     |
| 13   | 2    | 3    | ブリトマルティス   | 2:00.1 | アタマ   | 34.3     |
| 14   | 4    | 7    | ピンクカメオ       | 2:00.1 | クビ     | 33.9     |
| 15   | 2    | 4    | ザレマ             | 2:00.2 | 1/2      | 34.8     |
| 16   | 7    | 14   | タガノプルミエール | 2:00.2 | アタマ   | 33.7     |
| 17   | 6    | 12   | ホクレレ           | 2:00.8 | 3馬身1/2 | 35.2     |
| 18   | 1    | 1    | ヒシアスペン       | 2:02.9 | 大差     | 37.6     |

#### データ
| 1000m通過タイム   | 59.2秒（ヒシアスペン） |
| 上がり4ハロン     | 46.3秒                 |
| 上がり3ハロン     | 33.9秒                 |
| 最速上がり3ハロン | 32.9秒（ベッラレイア） |

### 払戻金
| 単勝   | 13       | 280円    |
| 複勝   | 13       | 120円    |
| 複勝   | 17       | 620円    |
| 複勝   | 16       | 150円    |
| 枠連   | 7-8      | 310円    |
| 馬連   | 13-17    | 5,880円  |
| ワイド | 13-17    | 1,540円  |
| ワイド | 13-16    | 210円    |
| ワイド | 16-17    | 2,140円  |
| 馬単   | 13>17    | 7,220円  |
| 三連複 | 13-16-17 | 4,640円  |
| 三連単 | 13>17>16 | 37,630円 |

## テレビ・ラジオ実況
- ラジオNIKKEI
  - 実況：中野雷太
- 関西テレビ
  - 実況：岡安譲
  - 勝利インタビューインタビュー：馬場鉄志

## 達成された記録
- 優勝馬のダイワスカーレットは、桜花賞と秋華賞を制した牝馬2冠馬としては史上3頭目となった。
- 騎手の安藤勝己は秋華賞初制覇。GI14勝目。（JRA通算762勝目、重賞51勝目）
- ベッラレイアが記録した上がり3F32秒9は、第5回の3着馬トーワトレジャーの33秒4を上回る同レース最速記録となっている[1]